# Dième
Dième est une commune française, située dans le département du Rhône en région Auvergne-Rhône-Alpes.

## Géographie

### Situation
Dième est situé dans les monts du Beaujolais, à environ 20 km à vol d'oiseau à l'ouest de Villefranche-sur-Saône, précisément dans le massif du mont Chatard qui est délimité au nord par la vallée de l'Azergues (D 485), au sud par la vallée du Soanan (D 13).
Le bourg de Dième se trouve à 3 km à l'ouest du mont Chatard (710 m) et à 1 km au sud du col de la Croix de Thel (650 m), carrefour de la D 82, qui relie les deux vallées de Valsonne à Chamelet, et de la D 106 qui traverse Dième et rejoint la D 13 en aval de Saint-Clément-sur-Valsonne en suivant le cours d'un petit affluent du Soanan.
Les communes limitrophes sont, dans le sens des aiguilles d'une montre : Saint-Just-d'Avray au nord, Chamelet, Létra, Ternand, Saint-Vérand, Saint-Clément-sur-Valsonne, Valsonne, Saint-Appolinaire.
Selon le classement établi par l'INSEE en 1999, Dième est une commune rurale monopolarisée qui fait partie de l'aire urbaine de Lyon. Elle se trouve à la limite ouest de cette aire urbaine.

### Géographie physique
Malgré la modestie des altitudes, le relief a une allure montagneuse du fait des fortes déclivités ; le réseau routier est souvent de type montagnard (routes étroites, lacets, corniches).

### Géographie humaine
La population se répartit entre le bourg (mairie, église, pas de commerce) et plusieurs hameaux, notamment : le Guillard.
La commune se trouve à proximité, mais à l'extérieur, de la zone viticole du Beaujolais, dont fait partie la commune limitrophe de Saint-Vérand, sur le versant est du mont Chatard. L'activité agricole principale à Dième est l'élevage (quatre exploitations encore en activité). La commune comporte une partie de la forêt de Brou, sur le versant ouest du mont Chatard, forêt départementale qui concerne aussi Ternand, Saint-Vérand et Saint-Clément.

### Climat
Pour des articles plus généraux, voir Climat d'Auvergne-Rhône-Alpes et Climat du Rhône.
En 2010, le climat de la commune est de type climat des marges montagnardes, selon une étude du Centre national de la recherche scientifique s'appuyant sur une série de données couvrant la période 1971-2000. En 2020, Météo-France publie une typologie des climats de la France métropolitaine dans laquelle la commune est exposée à un climat de montagne ou de marges de montagne et est dans la région climatique  Nord-est du Massif Central, caractérisée par une pluviométrie annuelle de 800 à 1 200 mm, bien répartie dans l’année. 
Pour la période 1971-2000, la température annuelle moyenne est de 10,1 °C, avec une amplitude thermique annuelle de 16,5 °C. Le cumul annuel moyen de précipitations est de 994 mm, avec 11,4 jours de précipitations en janvier et 7,9 jours en juillet. Pour la période 1991-2020, la température moyenne annuelle observée sur la station météorologique de Météo-France la plus proche, « Les Sauvages », sur la commune des Sauvages à 8 km à vol d'oiseau, est de 9,7 °C et le cumul annuel moyen de précipitations est de 941,6 mm,. Pour l'avenir, les paramètres climatiques de la commune estimés pour 2050 selon différents scénarios d'émission de gaz à effet de serre sont consultables sur un site dédié publié par Météo-France en novembre 2022.

## Urbanisme

### Typologie
Au 1er janvier 2024, Dième est catégorisée commune rurale à habitat dispersé, selon la nouvelle grille communale de densité à sept niveaux définie par l'Insee en 2022.
Elle est située hors unité urbaine. Par ailleurs la commune fait partie de l'aire d'attraction de Lyon, dont elle est une commune de la couronne,. Cette aire, qui regroupe 397 communes, est catégorisée dans les aires de 700 000 habitants ou plus (hors Paris),.

### Occupation des sols
L'occupation des sols de la commune, telle qu'elle ressort de la base de données européenne d’occupation biophysique des sols Corine Land Cover (CLC), est marquée par l'importance des forêts et milieux semi-naturels (64,4 % en 2018), une proportion identique à celle de 1990 (64,4 %). La répartition détaillée en 2018 est la suivante : 
forêts (64,4 %), prairies (34,6 %), zones agricoles hétérogènes (0,9 %). L'évolution de l’occupation des sols de la commune et de ses infrastructures peut être observée sur les différentes représentations cartographiques du territoire : la carte de Cassini (XVIIIe siècle), la carte d'état-major (1820-1866) et les cartes ou photos aériennes de l'IGN pour la période actuelle (1950 à aujourd'hui).

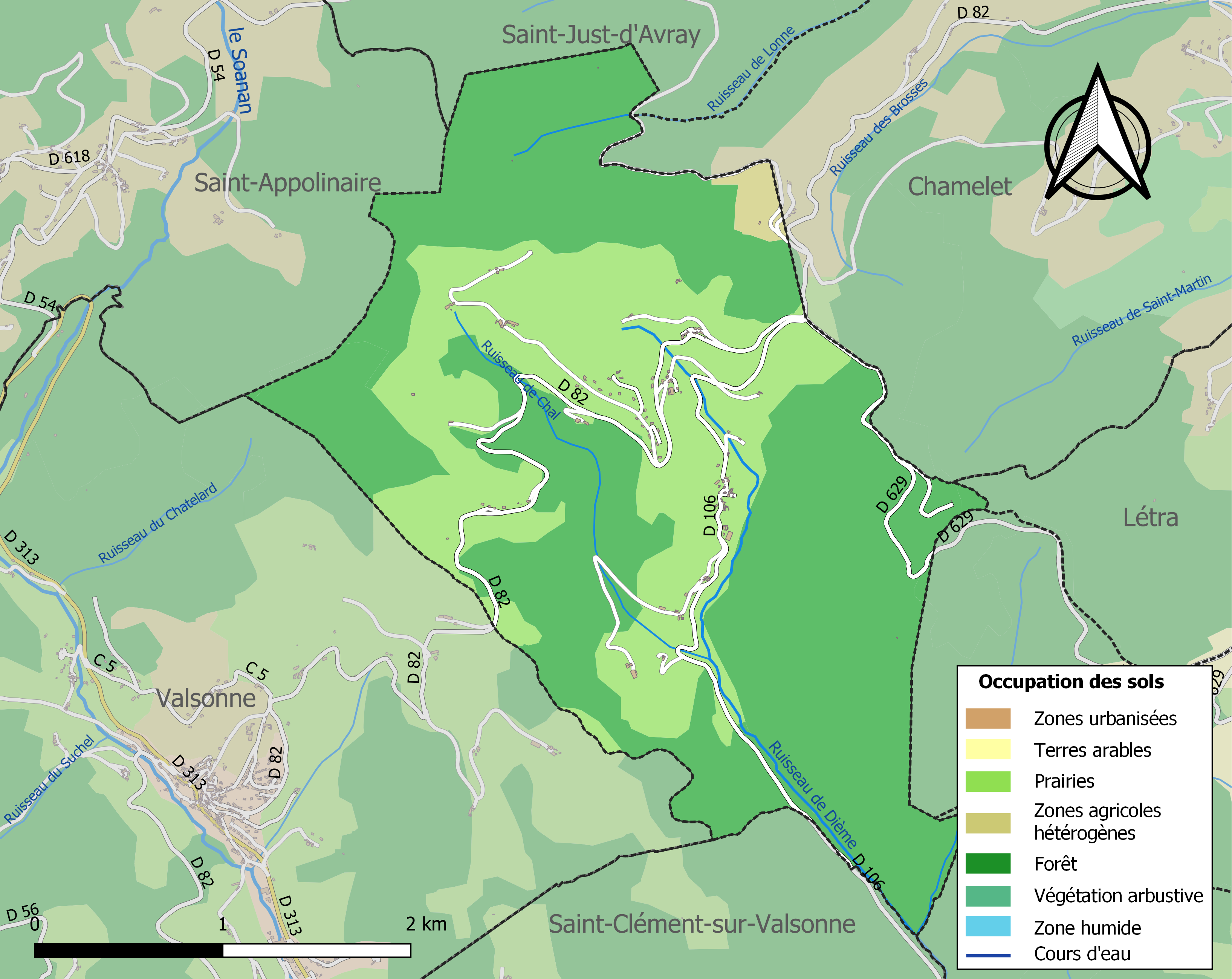
Carte des infrastructures et de l'occupation des sols de la commune en 2018 (CLC).

## Histoire

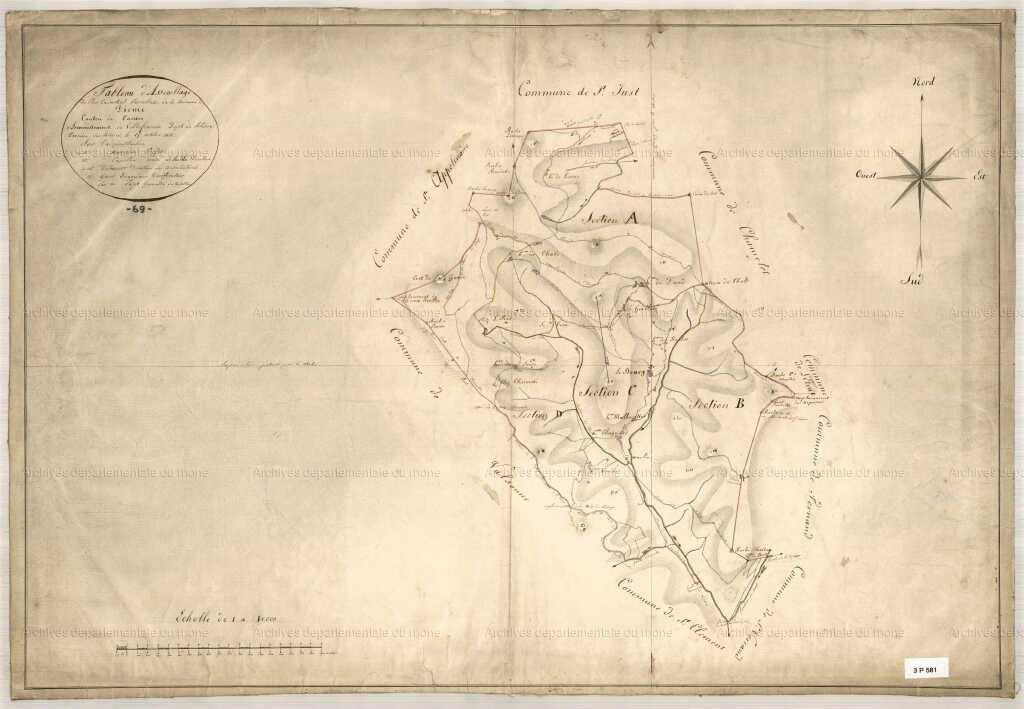
Cadastre de Dième.

## Héraldique
| Blason de Dième | Blason  | De gueules à l'agneau pascal d'argent, la tête contourné; chapé ployé d'or à deux sapins de sinople. |
| Blason de Dième | Détails | Le statut officiel du blason reste à déterminer.                                                     |

## Politique et administration

### Administration municipale
| Période                                  | Période  | Identité               | Étiquette | Qualité     |
| ---------------------------------------- | -------- | ---------------------- | --------- | ----------- |
| 1911                                     | 1936 ?   | Claude Louis Chermette |           | Agriculteur |
| 1936 ?                                   | 1945     | Joseph Guérin          |           | Agriculteur |
| 1945                                     | 1949     | François Planus        |           | Agriculteur |
| 1949                                     | 1970     | Victor Chermette       |           | Agriculteur |
| 1970                                     | 2008     | Joseph Chermette       |           | Agriculteur |
| mars 2008                                | En cours | Hubert Roche           |           |             |
| Les données manquantes sont à compléter. |          |                        |           |             |

### Intercommunalité
La commune fait partie de la communauté d'agglomération de l'Ouest Rhodanien.

## Population et société

### Démographie
L'évolution du nombre d'habitants est connue à travers les recensements de la population effectués dans la commune depuis 1793. Pour les communes de moins de 10 000 habitants, une enquête de recensement portant sur toute la population est réalisée tous les cinq ans, les populations de référence des années intermédiaires étant quant à elles estimées par interpolation ou extrapolation. Pour la commune, le premier recensement exhaustif entrant dans le cadre du nouveau dispositif a été réalisé en 2007.

En 2022, la commune comptait 196 habitants, en évolution de +1,03 % par rapport à 2016 (Rhône : +3,93 %, France hors Mayotte : +2,11 %).
| 1793 | 1800 | 1806 | 1821 | 1831 | 1836 | 1841 | 1846 | 1851 |
| ---- | ---- | ---- | ---- | ---- | ---- | ---- | ---- | ---- |
| 320  | 239  | 426  | 406  | 451  | 447  | 444  | 437  | 375  |

| 1856 | 1861 | 1866 | 1872 | 1876 | 1881 | 1886 | 1891 | 1896 |
| ---- | ---- | ---- | ---- | ---- | ---- | ---- | ---- | ---- |
| 366  | 355  | 374  | 394  | 388  | 356  | 361  | 343  | 301  |

| 1901 | 1906 | 1911 | 1921 | 1926 | 1931 | 1936 | 1946 | 1954 |
| ---- | ---- | ---- | ---- | ---- | ---- | ---- | ---- | ---- |
| 280  | 283  | 252  | 204  | 192  | 171  | 160  | 111  | 96   |

| 1962 | 1968 | 1975 | 1982 | 1990 | 1999 | 2006 | 2007 | 2012 |
| ---- | ---- | ---- | ---- | ---- | ---- | ---- | ---- | ---- |
| 85   | 61   | 56   | 71   | 83   | 112  | 158  | 164  | 202  |

| 2017 | 2022 | - | - | - | - | - | - | - |
| ---- | ---- | - | - | - | - | - | - | - |
| 186  | 196  | - | - | - | - | - | - | - |

## Culture locale et patrimoine

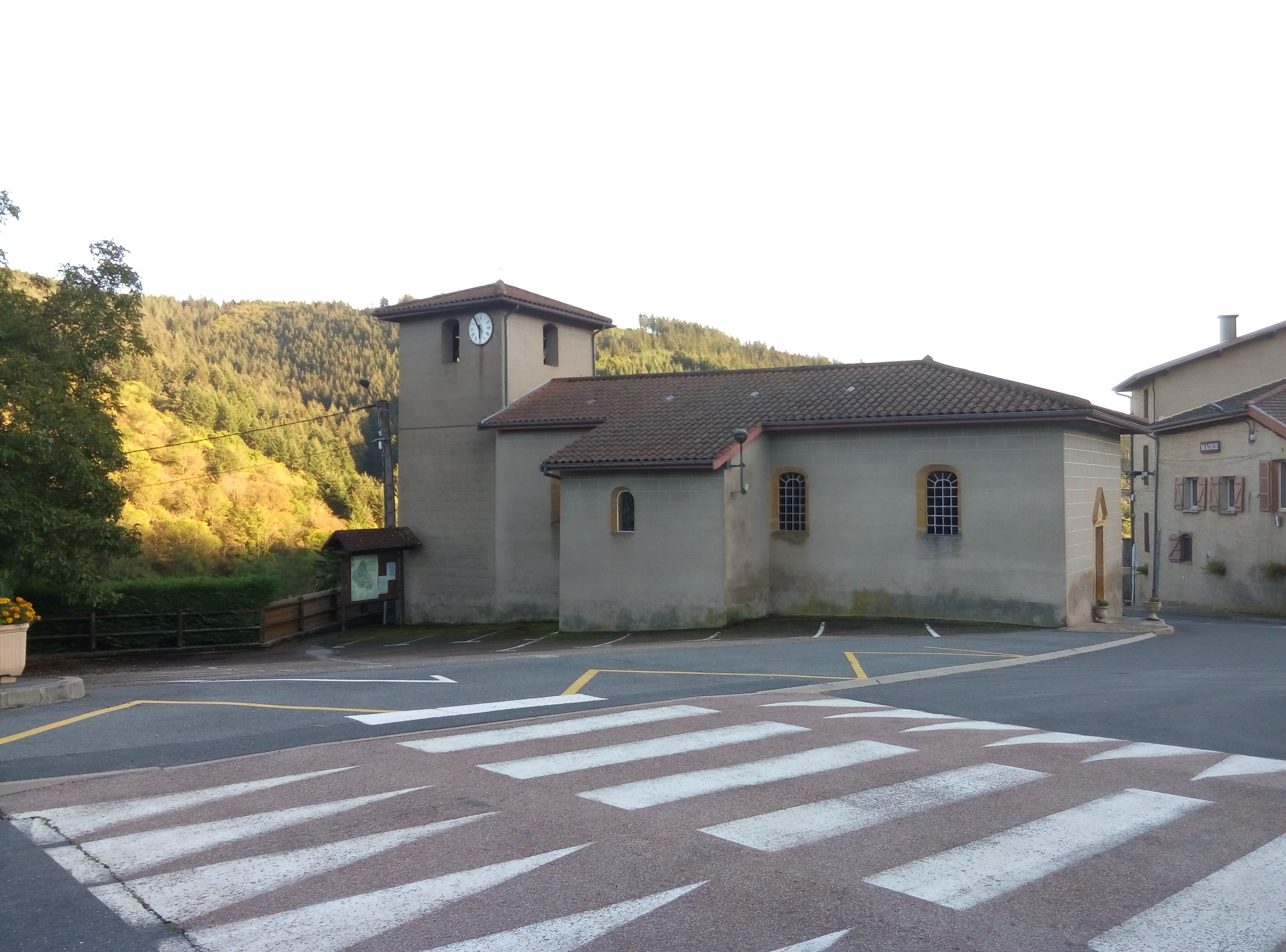
L'église Saint-François-de-Sales de Dième.

### Lieux et monuments

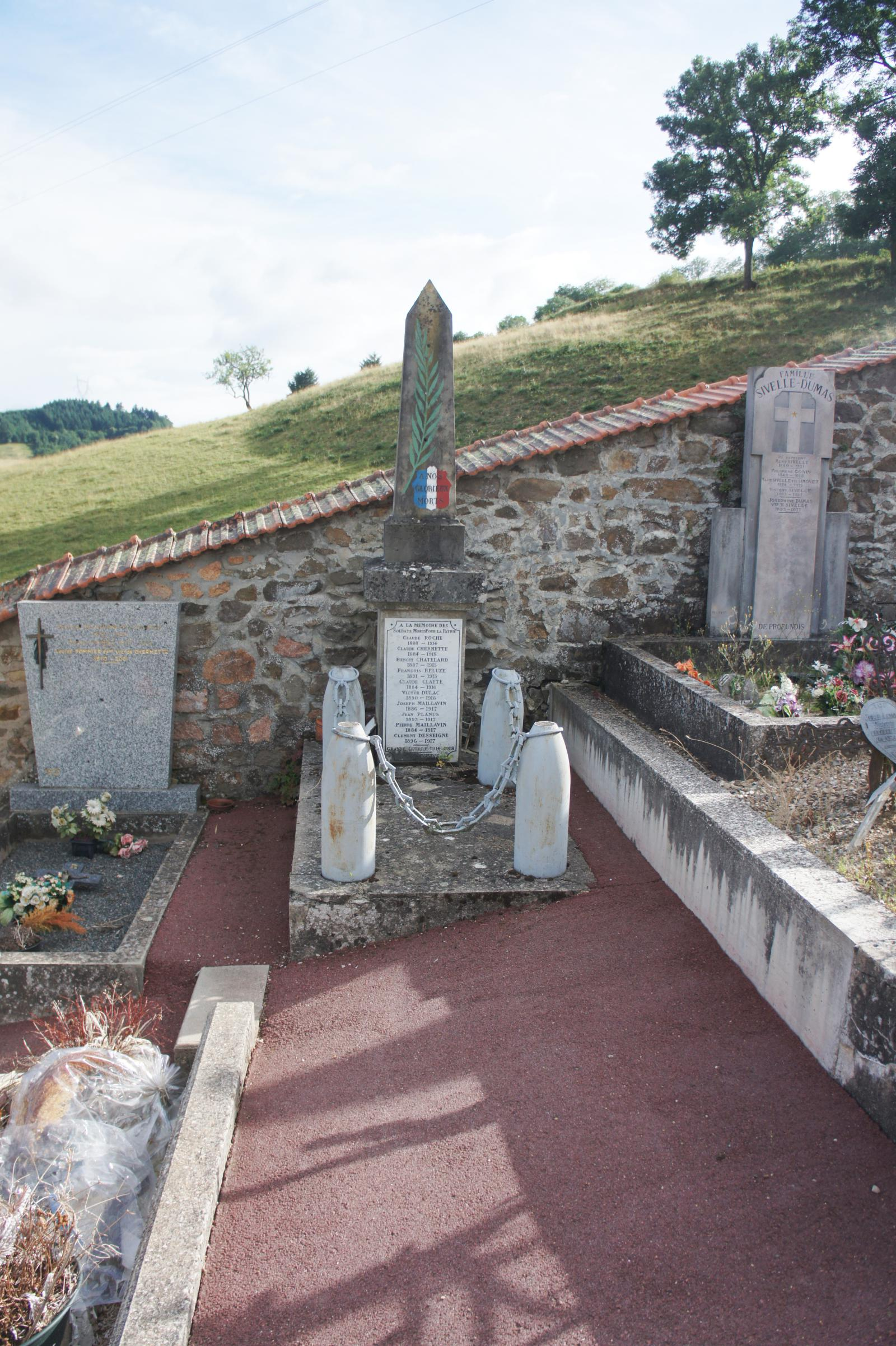
Monument aux morts de Dième

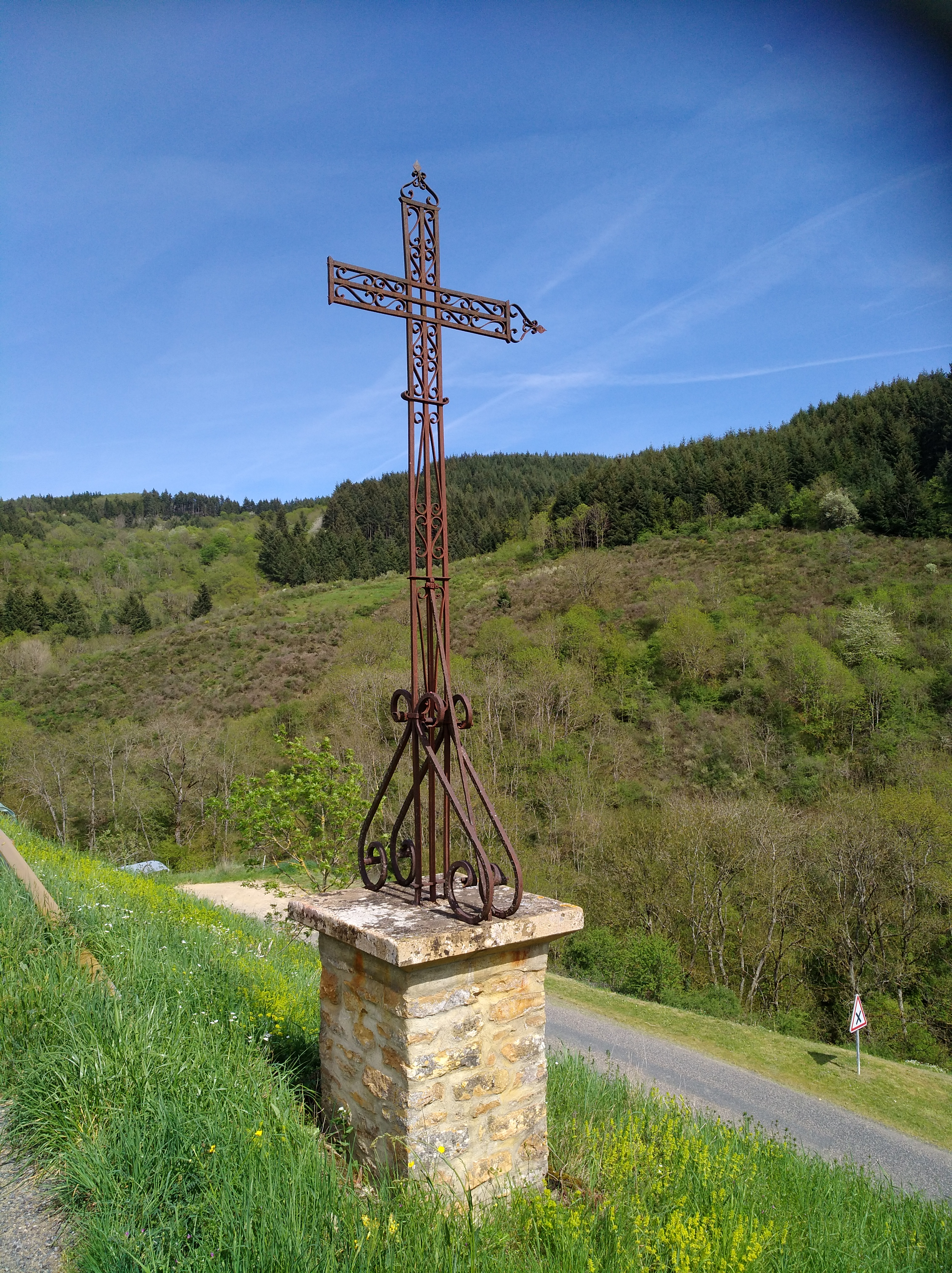
Croix de chemin sur la route du Chagnard.

- L'église de Dième a été construite en 1783.
- Le village possède un monument aux morts situé dans le cimetière.
- Il comprend également plusieurs croix : la Croix du Chagnard situé dans le hameau du même nom, en aval du village ; la croix de Thel situé au col du même nom...
- Le col de la Croix de Thel (650 m), en limite est du territoire communal, emprunté par la 8e étape du Tour de France 2019.